# غيلينجيك
غيلينجيك (بالروسية: Геленджик) (بالأديغية: хылъэжьый)
هي إحدى مدن روسيا في الكيان الفدرالي الروسي كراسنودار كراي. يبلغ عدد سكانها 69341 نسمة (حسب تقديرات عام 2015).

## المناخ
يظهر الجدول التالي التغييرات المناخية على مدار السنة لغيلينجيك:
| البيانات المناخية لـغيلينجيك      | البيانات المناخية لـغيلينجيك | البيانات المناخية لـغيلينجيك | البيانات المناخية لـغيلينجيك | البيانات المناخية لـغيلينجيك | البيانات المناخية لـغيلينجيك | البيانات المناخية لـغيلينجيك | البيانات المناخية لـغيلينجيك | البيانات المناخية لـغيلينجيك | البيانات المناخية لـغيلينجيك | البيانات المناخية لـغيلينجيك | البيانات المناخية لـغيلينجيك | البيانات المناخية لـغيلينجيك | البيانات المناخية لـغيلينجيك |
| الشهر                             | يناير                        | فبراير                       | مارس                         | أبريل                        | مايو                         | يونيو                        | يوليو                        | أغسطس                        | سبتمبر                       | أكتوبر                       | نوفمبر                       | ديسمبر                       | المعدل السنوي                |
| --------------------------------- | ---------------------------- | ---------------------------- | ---------------------------- | ---------------------------- | ---------------------------- | ---------------------------- | ---------------------------- | ---------------------------- | ---------------------------- | ---------------------------- | ---------------------------- | ---------------------------- | ---------------------------- |
| الدرجة القصوى °م (°ف)             | 20.0 (68.0)                  | 21.0 (69.8)                  | 26.4 (79.5)                  | 28.2 (82.8)                  | 32.0 (89.6)                  | 36.0 (96.8)                  | 39.0 (102.2)                 | 38.7 (101.7)                 | 34.0 (93.2)                  | 29.3 (84.7)                  | 25.5 (77.9)                  | 22.0 (71.6)                  | 39.0 (102.2)                 |
| متوسط درجة الحرارة الكبرى °م (°ف) | 6.4 (43.5)                   | 7.3 (45.1)                   | 10.9 (51.6)                  | 16.6 (61.9)                  | 21.5 (70.7)                  | 24.7 (76.5)                  | 28.6 (83.5)                  | 29.9 (85.8)                  | 23.9 (75.0)                  | 18.9 (66.0)                  | 12.5 (54.5)                  | 8.2 (46.8)                   | 16.8 (62.2)                  |
| المتوسط اليومي °م (°ف)            | 3.9 (39.0)                   | 4.0 (39.2)                   | 7.1 (44.8)                   | 12.0 (53.6)                  | 17.0 (62.6)                  | 20.6 (69.1)                  | 23.9 (75.0)                  | 24.6 (76.3)                  | 19.2 (66.6)                  | 14.1 (57.4)                  | 8.9 (48.0)                   | 5.3 (41.5)                   | 13.0 (55.4)                  |
| متوسط درجة الحرارة الصغرى °م (°ف) | 1.3 (34.3)                   | 0.7 (33.3)                   | 3.3 (37.9)                   | 7.4 (45.3)                   | 12.4 (54.3)                  | 16.4 (61.5)                  | 19.1 (66.4)                  | 18.4 (65.1)                  | 14.4 (57.9)                  | 9.3 (48.7)                   | 5.2 (41.4)                   | 2.4 (36.3)                   | 9.2 (48.6)                   |
| أدنى درجة حرارة °م (°ف)           | −22.0 (−7.6)                 | −15.7 (3.7)                  | −11.0 (12.2)                 | −7 (19)                      | 0.3 (32.5)                   | 5.6 (42.1)                   | 9.5 (49.1)                   | 6.9 (44.4)                   | 1.0 (33.8)                   | −18.0 (−0.4)                 | −19.6 (−3.3)                 | −16.1 (3.0)                  | −22.0 (−7.6)                 |
| الهطول مم (إنش)                   | 85.4 (3.36)                  | 70.8 (2.79)                  | 72.3 (2.85)                  | 61.7 (2.43)                  | 70.6 (2.78)                  | 67.2 (2.65)                  | 39.8 (1.57)                  | 39.1 (1.54)                  | 45.4 (1.79)                  | 51.7 (2.04)                  | 72.6 (2.86)                  | 94.1 (3.70)                  | 770.7 (30.34)                |
| المصدر: meteoblue.com             |                              |                              |                              |                              |                              |                              |                              |                              |                              |                              |                              |                              |                              |

## توأمة
لغيلينجيك اتفاقيات توأمة مع كل من:
- هيلدسهايم (1992 - )
- أنغوليم
- أيا نابا (25 سبتمبر 2017 - )[8]